# Paraleptophlebia altana
Paraleptophlebia altana är en dagsländeart som beskrevs av Kilgore och Allen 1973. Paraleptophlebia altana ingår i släktet Paraleptophlebia och familjen starrdagsländor. Inga underarter finns listade i Catalogue of Life.